# Zegaia, Mehedinți
Zegaia este un sat în comuna Prunișor din județul Mehedinți, Oltenia, România.